# محمية أم القرين
محمية أم القرين محمية طبيعيةكويتية، إنشأت عام 1989 من قبل الهيئة العامة لشئون الزراعة والثروة السمكية بالكويت. تقع المحمية على جانب الطريق السريع بمركز البنيدر وتبلغ مساحتها مليون متر مربع.